# Чан, Бенни
Бенни Чан (кит. трад. 陳木勝, упр. 陈木胜, пиньинь Chén Mùshèng, палл. Чэнь Мушэн, юэ Chan Muk-Sing; 24 октября 1961 — 23 августа 2020) — гонконгский кинорежиссёр, кинопродюсер и сценарист. Пять раз номинировался на кинопремию Hong Kong Film Awards.

## Биография
Бенни Чан полюбил кинематограф с детства. В 1981 году он начал работать на гонконгском телеканале Rediffusion. Через год перешёл на TVB и стал помощником режиссёра Джонни То. В 1985 году Чан получил повышение до режиссёра и снял два драматических телесериала. В 1987 году он покинул телеканал и работал в кинематографе в качестве ассистента режиссёра над двумя фильмами: «Прощай, дорогая» Рэймонда Вонга (1987) и «Фатальная любовь» По-Чин Леонга (1988). В 1989 году Чан вернулся на TVB, где занимался продюсированием и режиссурой.
Первый полнометражный фильм Чана, «Моменты любви», вышел на экраны в 1990 году. Фильм хорошо был принят как критиками, так и зрителями. До конца 1990-х годов Чан продолжал совмещать работу на телевидении и в большом кино. Лишь в 1998 году, сняв фильм «Кто я?» (совместно с Джеки Чаном), он наконец сделал выбор в пользу кинематографа. С Джеки Чаном Бенни работал ещё в трёх фильмах: «Новая полицейская история» (2004), «Роб-Би-Гуд» (2006) и «Шаолинь» (2011).
За свою карьеру Бенни Чан был пять раз номинирован на Hong Kong Film Awards за следующие картины: «Большая пуля», «Героический дуэт», «Новая полицейская история», «Связь» и «Белый шторм».

## Смерть
Бенни Чан умер 23 августа 2020 года от рака носоглотки в Гонконге.

## Фильмография (режиссёр)
| - Моменты любви (1990) - Беглый сын (1991) - Ну и герой! (1992) - Волшебный журавль (1993) - Моменты любви 2 (1993) - Happy Hour (1995) - Разыскивается полицией (1995) - Кулак ярости: Клятва мести (телесериал, 1995) - Большая пуля (1996) - Кто я? (1998) - Полиция будущего (1999) | - Спецназ нового поколения (2000) - Героический дуэт (2003) - Новая полицейская история (2004) - Отклонение от нормы (2005) - Роб-Би-Гуд (2006) - Неуязвимая мишень (2007) - Связь (2008) - Город в осаде (2010) - Шаолинь (2011) - Белый шторм (2013) - Зов героев (2016) - Перекрёстный огонь (2021) |